# Herbert Würschl
Herbert Würschl (* 12. September 1952 in Althofen, Steiermark) ist ein österreichischer Politiker (SPÖ) und Lehrer.

## Leben
Herbert Würschl besuchte nach der Volksschule in Peterdorf die Hauptschule in Murau. 1971 maturierte er am Gymnasium in Murau. Danach absolvierte er die Pädagogische Akademie in Klagenfurt und legte 1975 die Lehramtsprüfung ab. Im selben Jahr wurde Würschl Lehrer in Klagenfurt. Er war zunächst 14 Jahre in diesem Beruf tätig. In dieser Zeit war er Lehrerpersonalvertreter und wurde zum Zentralausschuss-Obmann der Kärntner Pflichtschullehrer gewählt. 1989 wurde er Vizepräsident des Kärntner Landesschulrats. Diese Funktion hatte er bis zum Jahr 2000 inne.
1990 wurde Würschl zum Landesvorsitzenden des Sozialdemokratischen Lehrervereins Österreichs (SLÖ) gewählt. Er war gewerkschaftlich tätig und bekleidete von 1997 bis 2000 die Funktion des Landesvorsitzenden der Gewerkschaft Öffentlicher Dienst (GÖD) in Kärnten. Von 2000 bis 2005 war Würschl Landesgeschäftsführer der SPÖ-Kärnten. Von 2000 bis 2002 war er Bundesrat. Seit 2005 ist Würschl in der Schulabteilung der Kärntner Landesregierung beschäftigt und wurde 2015 von Landeshauptmann Peter Kaiser zum Bildungskoordinator bestellt.
Herbert Würschl lebt in Maria Saal. Er ist Vater von vier Kindern.